# Manoir de Lescoire
Lescoire est une seigneurie et un manoir du dernier quart du XVIe siècle sur la commune d'Heuringhem, jouxtant le parc du château de Laprée à Quiestède. Son corps de logis est en briques jaune orangé et est accolé à une tourelle et est flanqué à l'arrière d'une aile composite en équerre. Les autres formes du nom sont L'Escouart et L'Escoire.

## Les seigneurs de Lescoire jusqu'en 1758
Les premiers seigneurs connus sont : 
- vers 1220-1240, Jacques de Lescore ;
- en 1436, Jean de Saint-Pierre-Maisnil, dit Agrevain, chevalier ;
- à la fin du XVe siècle, Nicaise Le Griette, (autres formes du nom: Griette, Griotte) official de Thérouanne ;
- en 1550, Philippe Le Noir, dit Nigri, archidiacre de la cathédrale de Thérouanne et chancelier de la Toison d'Or.

La seigneurie de Lescoire entre ensuite dans la famille de Lespinoy.
Le château a sans doute été élevé par Étienne ou Philippe de Lespinoy et a été restauré au début du XVIIe siècle par Jeanne de Lespinoy et Adrien de Wissocq, troisième fils du seigneur de Bomy. À la mort de ce dernier sans postérité en 1624, Lescoire revient alors probablement à Barbe de Lespinoy, la sœur de Philippe, dont hérite vers 1670 son cousin Robert de Raulers. Cette dernière famille conserve la seigneurie jusqu'en 1758.

## Physionomie du château sous l'Ancien Régime
Élevé sur des terres marécageuses, Lescoire occupait au XVIIIe siècle un îlot au milieu d'un rectangle de douves et était accessible par un pont de bois donnant sur un terre-plein formant une avant-cour encadrée de basses dépendances. 

## 1758: achat de Lescoire par le seigneur de Laprée
Lescoire fut vendu par la famille de Raulers en 1758 pour 40 000 livres à Dominique-Jean-Jacques de Lencquesaing (1706-1776), seigneur de Laprée, grand bailli de Saint-Omer. Celui-ci vit dans cet achat d'une seigneurie jouxtant la sienne, une occasion unique et appréciable d'agrandir son domaine. Il avait confié la négociation de cette transaction à l'avocat audomarois Visconti.
Le château a été vraisemblablement réaménagé dans le courant de l'année 1790, comme semble l'indiquer l'imposant millésime sculpté sur le corps de logis. 
À la fin du XIXe siècle, l'architecte hesdinois Clovis Normand a réaménagé le petit manoir. Celui-ci appartient encore aujourd'hui à la famille de Lencquesaing.